# ザ・札幌タワーズ
ザ・札幌タワーズ（ザ・さっぽろタワーズ）は、札幌市東区北6条東2丁目に建設中の超高層マンションである。

## 概要
地上30階建て（98m）で、キムラ・京阪電鉄不動産・大京・大和ハウス工業・ミサワホーム北海道が共同販売する方式で分譲する。

## 建設・施工
- 2025年：竣工予定
- 2025年：入居開始予定

## 周辺施設
- 札幌中央郵便局

## アクセス
- JR北海道札幌駅
- 札幌市営地下鉄南北線及び東豊線さっぽろ駅

## 参考資料
- 「公式」ザ・札幌タワーズ